# Comuna Rebricea, Vaslui
Rebricea este o comună în județul Vaslui, Moldova, România, formată din satele Bolați, Crăciunești, Draxeni, Măcrești, Rateșu Cuzei, Rebricea (reședința), Sasova, Tatomirești și Tufeștii de Jos.

## Demografie
Componența etnică a comunei Rebricea
     Români (88,77%)
     Alte etnii (0,1%)
     Necunoscută (11,13%)
Componența confesională a comunei Rebricea
     Ortodocși (85,03%)
     Creștini după evanghelie (2,42%)
     Alte religii (1,29%)
     Necunoscută (11,26%)
Conform recensământului efectuat în 2021, populația comunei Rebricea se ridică la 3.100 de locuitori, în scădere față de recensământul anterior din 2011, când fuseseră înregistrați 3.451 de locuitori. Majoritatea locuitorilor sunt români (88,77%), iar pentru 11,13% nu se cunoaște apartenența etnică. Din punct de vedere confesional, majoritatea locuitorilor sunt ortodocși (85,03%), cu o minoritate de creștini după evanghelie (2,42%), iar pentru 11,26% nu se cunoaște apartenența confesională.

## Politică și administrație
Comuna Rebricea este administrată de un primar și un consiliu local compus din 13 consilieri. Primarul, Neculai Mihăilă[*], de la Partidul Social Democrat, este în funcție din 1 noiembrie 2024. Începând cu alegerile locale din 2024, consiliul local are următoarea componență pe partide politice:
|  | Partid                          | Consilieri | Componența Consiliului | Componența Consiliului | Componența Consiliului | Componența Consiliului | Componența Consiliului | Componența Consiliului | Componența Consiliului | Componența Consiliului |
|  | ------------------------------- | ---------- | ---------------------- | ---------------------- | ---------------------- | ---------------------- | ---------------------- | ---------------------- | ---------------------- | ---------------------- |
|  | Partidul Social Democrat        | 8          |                        |                        |                        |                        |                        |                        |                        |                        |
|  | Partidul Național Liberal       | 4          |                        |                        |                        |                        |                        |                        |                        |                        |
|  | Alianța pentru Unirea Românilor | 1          |                        |                        |                        |                        |                        |                        |                        |                        |

## Personalități
- Valentin Silvestru (1924–1996), scriitor.